# Paspalum macrophyllum
Paspalum macrophyllum är en gräsart som beskrevs av Carl Sigismund Kunth. Paspalum macrophyllum ingår i släktet tvillinghirser, och familjen gräs. Inga underarter finns listade i Catalogue of Life.